# Georg Achates Gripenberg
Georg Achates Gripenberg  (* 18. Mai 1890 in Sankt Petersburg; † 31. Mai 1975 in Helsinki) war ein finnischer Diplomat.

## Leben
Georg Achates Gripenberg war ein Sohn von Alexis Gripenberg.
Er studierte in Helsinki, Uppsala, University of Oxford sowie an der London School of Economics bei Alexander von Meyendorff und trat 1918 in den auswärtigen Dienst.
Von 1920 bis 1921 war er geschäftsführender Generalsekretär im Außenministerium in Helsinki. Von 1921 bis 1922 arbeitete er als Geschäftsträger in Brüssel und Den Haag. In Madrid war er von 1923 bis 1929 Geschäftsträger. Danach wurde er von 1933 bis 1941 Botschafter in London.

## Veröffentlichung
- Finnland and the great powers, Lincoln, Nebraska: University of Nebraska Press, 1965. 380S.